# Brdovec
Brdovec es un municipio del condado de Zagreb, en Croacia. Según el censo de 2021, tiene una población de 10 737 habitantes.

## Demografía
En el censo 2011, el total de población del municipio fue de 10 287 habitantes, distribuidos en las siguientes localidades:
- Brdovec - 2 310
- Donji Laduč - 825
- Drenje Brdovečko - 685
- Gornji Laduč - 832
- Harmica - 232
- Javorje - 634
- Ključ Brdovečki - 663
- Prigorje Brdovečko - 1 258
- Prudnice - 641
- Savski Marof - 35
- Šenkovec - 733
- Vukovo Selo - 381
- Zdenci Brdovečki - 1 097